# Pablo del Molino
Pablo del Molino Sterna, (Barcelona, 15 de abril de 1937 - ibídem, 6 de marzo de 2000) fue un editor español.

## Biografía
Pablo del Molino Sterna fue hijo del editor Pablo del Molino Mateus (1900-1968), fundador de la Editorial Molino en 1933, y consagrada a la literatura popular. Al estallar la guerra civil española Pablo marchó junto con su familia a Buenos Aires. Allí pasó su infancia, recibiendo educación británica en la High School de la capital porteña. Regresó con su familia a España en 1953. En Argentina conoció bien las dificultades del negocio editorial bajo una dictadura, pues en los años 40 su edición de Adiós, muñeca, de Raymond Chandler había sufrido tales cortes de la censura que había perdido la cuarta parte del texto y hubo de publicarse con el banal título de Detective por correspondencia. Tras concluir sus estudios de Comercio, se incorporó plenamente a la empresa, cuya dirección asumió al morir su padre en 1968. Bajo la misma la editorial se fue inclinando hacia el público infantil y juvenil, sumando a clásicos de su fondo como Julio Verne, Emilio Salgari o Karl May colecciones como Las gemelas de Sweet Valley, o las Miniguías de divulgación científica y otras series de aventuras, fantasía, terror y ficción científica. Fiel al suspense, Pablo del Molino se lo ofreció a los adolescentes en la serie Alfred Hitchcock y los tres investigadores, pese a lo cual todavía hubo que lidiar con la censura incluso en los años 70. Su padre había conseguido los derechos en español de Agatha Christie, que editó en compañía de los autores clásicos del género, Arthur Conan Doyle, Raymond Chandler, Erle Stanley Gardner, etcétera. Uno de sus grandes éxitos, no repetido en ningún otro país con esta autora, fue Richmal Crompton y su serie de libros sobre el travieso Guillermo; asimismo publicó los libros de Enid Blyton sobre Los cinco y Los siete secretos.
- Datos: Q5641846